# Borgåbladet
Borgåbladet (Bbl), är en svenskspråkig dagstidning som kommer ut i Borgå i landskapet Nyland  i Finland. Den slogs 13 januari 2015 samman med Östra Nyland till en ny tidning med namnet Östnyland. Tidningens spridningsområde omfattar hela östra halvan av landskapet Nyland, med invånarna i Borgå, Sibbo och Lovisa stad som främsta målgrupp. Upplagan uppgick år 2013 till 6 871 exemplar, och var tre år dessförinnan, år 2010, 7 798 exemplar. Tidningen är partipolitiskt obunden. År 2024 byttes tidningen Östnylands namn tillbaka till Borgåbladet.

## Historik
Borgåbladet (skrevs då: Borgå-Bladet) utkom första gången med ett provnummer den 15 december 1860. Den regelbundna utgivningen började den 5 januari 1861, med Gabriel Lagus som förste chefredaktör. Mellan 1861 och 1874 utkom tidningen varje helgfri lördag, för att därefter börja komma ut två gånger i veckan. Från och med 1984 till och med tidningens samgång med tidningen Östra Nyland 2015 varierade utgivningsfrekvensen mellan fem dagar i veckan och sex dagar i veckan.  I början av 1990-talet valde Borgåbladet att krympa sitt tryckformat från fullformat till tabloidformat. Under 1900-talets början blev tidningen indragen två gånger, den första gången mellan den 19 september 1900 och den 21 november 1900, den andra gången mellan den 16 mars 1901 och den 15 juni 1901. Orsaken till indragningarna var, att tidningens innehåll ansågs för kontroversiell i dåvarande Storfurstendömet Finland.  
Borgåtidningen var under sin existens Finlands tredje äldsta tidning efter Åbo Underrättelser och Vasabladet. Tidningen ägdes fram till år 1989 av den lokala industrimannen August Eklöfs släkt. Därefter ägdes tidningen fram till 2008 av Hufvudstadsbladet, med föreningen Konstsamfundet som majoritetsägare. År 2008 förvärvade den finlandssvenska mediekoncernen KSF Media Ab tidningen Borgåbladet, och var dess ägare ända fram tills tidningen slogs ihop med tidningen Östra Nyland.
I januari 2024 meddelade tidningen Östnyland, som grundades efter sammanlagning av Borgåbladet och Östra Nyland, att den kommer att byta namn tillbaka till Borgåbladet. Namnbytet blev faktum i april samma år. 

## Ett axplock chefredaktörer
- Gabriel Lagus 1861–1863, A. Lindfors 1862–1863
- Anders J. Silfvander 1864–1866
- Rudolf Lindblad 1867–1868
- Konrad Fr. Ottelin 1868–1871
- V.L. Cajander 1872–1886
- Helmer J. Wahlroos 1920–1966
- Erik Bagerstam 1966–1968
- Harry Granberg 1970–1974
- Per-Henrik Nyman 1974–1982
- Stefan Holmström xx–xx
- Micaela Röman xx–2015, som var den sista sittande chefredaktören
- Helén Kurri 2024-, som är den första chefredaktören efter tidningen börjades publicera igen.[5]

### Webbkällor
- ”Borgåbladets historik” ( PDF). Sv. social- och kommunalhögskolan i H:fors. Arkiverad från originalet den 12 januari 2015. https://web.archive.org/web/20150112051809/http://sockom.helsinki.fi/journ/mediehistoria/Borgabladet09.pdf. Läst 12 januari 2015.
- Borgåbladet i Uppslagsverket Finland (webbupplaga, 2012). CC-BY-SA 4.0